# Hilary Reilly
Hilary Reilly é uma diplomata irlandesa que actualmente actua como Embaixadora da Irlanda na Malásia.

## Carreira diplomática
A recomendação de Reilly para suceder a Eamon Hickey como Embaixadora da Irlanda na Malásia foi aprovada pelo Governo da Irlanda no dia 26 de junho de 2019. Posteriormente, ela apresentou o seu credenciamento diplomático a Yang di-Pertuan Agong (Chefe de Estado e Rei da Malásia) em 2 de outubro de 2019.
Antes da sua nomeação como embaixadora, Reilly serviu como vice-chefe da missão na Embaixada da Irlanda em Ottawa, Canadá. Em 2015, ela foi colocada na Embaixada da Irlanda em Washington, D.C. como conselheira política para a UE e Assuntos Internacionais, coincidentemente servindo sob o ex-Embaixador da Irlanda na Malásia e actual Embaixador da Irlanda nos Estados Unidos, Daniel Mulhall.